# Книга Страшного суда (роман)
«Книга Страшного суда» (англ. Doomsday Book) — научно-фантастический роман американской писательницы-фантаста Конни Уиллис. Роман выиграл премию Хьюго в 1993 и премию «Небьюла» в 1992, а также несколько других премий и номинаций. Название романа является отсылкой к Книге Страшного суда — своду материалов поземельной переписи, проведённой в Англии в 1085—1086 годах.

## Сюжет
Роман повествует о студентке Оксфорда по имени Киврин которая переносится во времени в 1348 год. В Англии в это время распространяется чума, и Киврин должна каким-то образом выжить среди враждебной среды. Параллельно в 2054 году, откуда она прибыла, начинается вспышка неизвестной болезни, которая и закрывает возможность Киврин вернуться обратно.
Этот роман является первым из серии романов о путешествиях во времени Оксфордских историков в которую так же входят романы «Не считая собаки» (1998) и «Затмение/Отбой» (2010).

## Награды
1993 год — премия «Хьюго», 1993 год — премия «Небьюла», 1993 год — премия «Локус».

## Переводы на русский
Книга Страшного суда: роман / Конни Уиллис. — Москва: Аст, 2013. — 608 с. ISBN 978-5-17-076092-3